# カービングターン

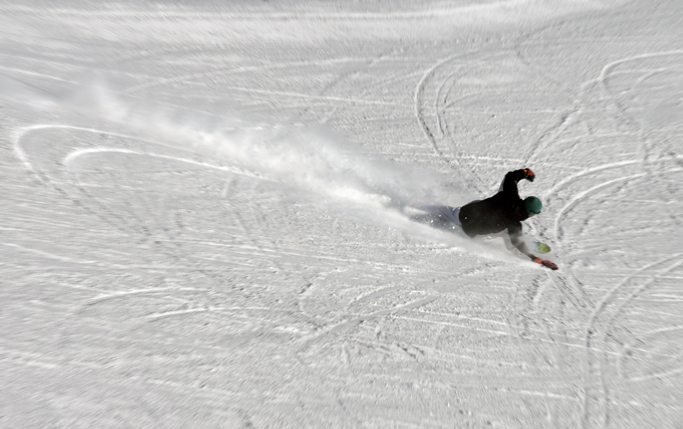
カービングターン

カービングターンとは、スキーのパラレルターンの一種であり、スキー板をずらさず、雪面を強く捉えて雪を切って進むターンの事である。

## 技術
ターン開始時に脚をターン内側に傾けて、意図的な荷重や外力を利用した荷重によってスキー板をたわませて曲面を作り、両板のエッジを雪面に切り込ませることで足場を作ってターンする。肩幅スタンスの両足荷重で、内スキーを浮かせたり振らないようにし、雪に両方の板が常に接したままゆるく曲がる。スキッディングターンと異なり板の制動要素が少ないため、高速滑走が可能となる。かつてパラレルターンの中では難しい技術であり、1990年ごろまではごく一部のスキーヤーのみの技術であったが、カービングスキーの登場により一般スキーヤーにも可能な技術となった。
なお、カービングとは「彫り込む（CARVE）」の意味であって「曲がる（CURVE）」の意味ではない。これは、カービングターンにおける雪面のシュプールがまるで彫刻刀によって彫り込んだように見える事からイメージされ、名付けられていることによる。
実際に完全なカービングターンで滑ることができる状況は限られており、圧雪され、かつ大会バーンのように一般スキーヤーから隔離されて安全性が確保された状況が多い。通常のゲレンデではスキッディングターンを組み合わせて滑る場合が多い。
かつては全日本スキー連盟（SAJ）でも、カービングスキーが普及し始めた頃はカービングターンを重視した「楽なスキー」を目指して、内倒と呼ばれる上記の技術による姿勢が導入されていた事があったが、現在のSAJでの指導方針ではカービングターンにおいても外脚荷重が重視されるようになり、再び以前からの「『く』の字」姿勢（ターン時、身体の上半身をターン外に屈曲させた姿勢）および脚をほぼ揃えているスタンスによる外脚荷重の技術に戻している。なお、この方針はスキーバッジテスト・SAJ公認スキー指導員及び準指導員検定（実技）・全日本スキー技術選手権大会など、主にSAJ及び加盟団体他が主催する基礎スキーの指導や技術審査を伴う滑走をする場合が中心で、通常の滑走までは内倒するカービングターンを行う事を制限しているわけではなく、実際の滑走で内倒するカービングターンを行っているスキーヤーも見受けられる。